# Associazione Sportiva Calcio Viareggio 1977-1978
Questa voce raccoglie le informazioni riguardanti l'Associazione Sportiva Calcio Viareggio nelle competizioni ufficiali della stagione 1977-1978.

## Stagione
Diciottesimo campionato di IV Livello. Il presidente Centauro allestisce una squadra che dovrà lottare per la promozione. Infatti il prossimo anno sarà creato il campionato di serie C2 e i club ammessi saranno 6 per girone. Nel girone d'andata il Viareggio tiene il passo nelle prime posizioni, ma al ritorno ha un vistoso calo. Fortunatamente nelle ultime partite riprende a vincere, complice i risultati delle avversarie, agguanta il sesto posto. Sarà spareggio promozione a Pontedera contro la Rondinella. Come nel lontano maggio 1959. Ma all'epoca uno spareggio salvezza. 
I tempi regolamentari terminano sullo 0-0. Sono necessari i tempi supplementari. Passa in vantaggio il Viareggio. Nemmeno il tempo di esultare che subito pareggia la Rondinella. La partita termina su 1-1. Il regolamento non prevedeva la serie di calci di rigore. L'arbitro Pairetto di Torino lancia la monetina in aria. Attimi di suspense. Il capitano del Viareggio Petrangeli alza le braccia al cielo. I tifosi, arrivati con ogni mezzo a Pontedera, danno inizio alla festa. Sperano che sia l'inizio di una nuova epoca.
Da segnalare l'esordio di un giovane portiere viareggino: Alessandro Mannini. Giocherà in club di Serie A, per poi tornare a fine carriera.

### Spareggio Promozione
| Arbitro: | Pierluigi Pairetto (Torino) |

| |            | |
| 111’ Nesi                                                                                              | Marcatori  | 110’ Grassi                                                                                           |
| Bianchi Freschi Gigoni Maggini Maccanti Ricceri Torano Nesi Chiapponi Ancillotti Gattai (99’ Barsotti) | Formazioni | Mannini Biagini Capon Bianchi (92’ Giannini) Petrangeli Tanello Neri Grassi Giannotti Baesso Saporito |
| Melani                                                                                                 | Allenatori | Meciani                                                                                               |

## Rosa
| N. |                   | Ruolo | Calciatore        |
| -- | ----------------- | ----- | ----------------- |
|    | Italia (bandiera) | C     | Adriano Baesso    |
|    | Italia (bandiera) | C     | Giancarlo Bertoni |
|    | Italia (bandiera) | D     | Stefano Biagini   |
|    | Italia (bandiera) | C     | Pietro Bianchi    |
|    | Italia (bandiera) | C     | Francesco Buglio  |
|    | Italia (bandiera) | D     | Marco Capon       |
|    | Italia (bandiera) | P     | Sandro Cini       |
|    | Italia (bandiera) | D     | Edoardo Cupisti   |
|    | Italia (bandiera) | C     | Luca Giannini     |
|    | Italia (bandiera) | A     | Emo Giannotti     |
|    | Italia (bandiera) | C     | Dionigi Grassi    |
|    | Italia (bandiera) | D     | Piero Lora        |

| N. |                   | Ruolo | Calciatore           |
| -- | ----------------- | ----- | -------------------- |
|    | Italia (bandiera) | P     | Alessandro Mannini   |
|    | Italia (bandiera) | D     | Franco Mundo         |
|    | Italia (bandiera) | C     | Eugenio Neri         |
|    | Italia (bandiera) | D     | Giancarlo Petrangeli |
|    | Italia (bandiera) | A     | Salvatore Saporito   |
|    | Italia (bandiera) | D     | Gianni Tanello       |
|    | Italia (bandiera) | A     | Roberto Tosetti      |